# گودول (اکلاهما)
گودول(به انگلیسی: Goodwell) شهری در ایالت اکلاهما کشور ایالات متحده آمریکا است که جمعیت آن در سرشماری سال ۲۰۱۰ میلادی، ۱٬۲۹۳ نفر بوده‌است.